# Nicolae Chirca
Nicolae Chirca (n. 1 martie 1867, Sebeș – d. 15 februarie 1927, Sebeș) a participat la Marea Adunare Națională de la Alba Iulia, reprezentând Cercul Sebeșul-Săsesc.